# Strengjeleik
Strenjeleik (ook wel Straengeleg of Saitenspiel) is een compositie van Christian Sinding. Het werk bestaat uit veertien toonzettingen van teksten van Ivar Mortensson. Sinding had al eerder teksten van Mortensson gebruikt in Tonar. Gezien de behoudende muziekstijl, die Sinding gebruikte huiverde Mortensson om zijn goedkeuring te geven aan het van muziek voorzien van zijn teksten. Mortensson wilde voornamelijk vooruitstrevend zijn. Het resultaat maakte echter Mortensson enthousiast. De liederenbundel (en dus ook het boekwerk) gaat over de ontluikende liefde van een jongeman voor Signe. De veertien liedjes zijn gebundeld in vier secties en begint met 'Haar gouden haar'.
De veertien liedjes:
1. Paa fyste Strengen I: Det gule haare
2. Paa fyste Strengen II: Eg veit meg aldri
3. Paa fyste Strengen III: Aa me hev sulla ihop to lengje
4. Paa fyste Strengen IV: Paa andre aare
5. Paa andre Strengen I: No maa eg slutte aa vera gla
6. Paa andre Strengen II: Naar Sola ski’ne
7. Paa andre Strengen III: Eg vil deg ‘kje elske
8. Paa andre Strengen IV: Dei seier, naar tia skrie
9. Paa Understrengjom: Du mor, som einsam heime gjeng
10. Paa trie Strengen I: D’er ‘kje draumar som leikar
11. Paa trie Strengen II: Ei rjupa ifraa vidda
12. Paa trie Strengen III: Signe heiter gjenta mi
13. Paa trie Strengen IV: Eg trykkjer det er reinst langsamt
14. Paa trie Strengen V:Eg tarv ikkje ljose aa kvjkje